# Maino (ciclismo)
La Maino fu una squadra italiana di ciclismo su strada maschile, attiva nel professionismo dal 1912 al 1936.
Patrocinata dall'azienda alessandrina di biciclette Maino, fu portata al successo da due dei principali campioni dell'epoca "eroica" del ciclismo italiano, Costante Girardengo e Learco Guerra: in maglia Maino, Girardengo vinse il Giro d'Italia 1923 e due delle sue sei Milano-Sanremo, mentre Guerra conquistò la classifica finale del Giro d'Italia 1934 oltre a trenta tappe della "Corsa rosa". Altri successi al Giro arrivarono con Carlo Oriani nel 1913 e Vasco Bergamaschi nel 1935.
Nel primo decennio del 1900 Maino sponsorizzò alcuni ciclisti come Giovanni Gerbi e Giovanni Cuniolo, ma senza costituire una propria squadra.

## Cronistoria

### Annuario
| Anno | Codice | Nome  | Cat. | Biciclette | Dirigenza |
| ---- | ------ | ----- | ---- | ---------- | --------- |
| 1912 | -      | Maino | Pro  | Maino      |           |
| 1913 | -      | Maino | Pro  | Maino      |           |
| 1914 | -      | Maino | Pro  | Maino      |           |
| 1915 | -      | Maino | Pro  | Maino      |           |

| Anno | Codice | Nome  | Cat. | Biciclette | Dirigenza |
| ---- | ------ | ----- | ---- | ---------- | --------- |
| 1922 | -      | Maino | Pro  | Maino      |           |
| 1923 | -      | Maino | Pro  | Maino      |           |
| 1924 | -      | Maino | Pro  | Maino      |           |

| Anno | Codice | Nome             | Cat. | Biciclette | Dirigenza |
| ---- | ------ | ---------------- | ---- | ---------- | --------- |
| 1928 | -      | Maino-Dunlop     | Pro  | Maino      |           |
| 1929 | -      | Maino-Clément    | Pro  | Maino      |           |
| 1930 | -      | Maino-Clément    | Pro  | Maino      |           |
| 1931 | -      | Maino-Clément    | Pro  | Maino      |           |
| 1932 | -      | Maino-Clément    | Pro  | Maino      |           |
| 1933 | -      | Maino-Clément    | Pro  | Maino      |           |
| 1934 | -      | Maino-Clément    | Pro  | Maino      |           |
| 1935 | -      | Maino-Girardengo | Pro  | Maino      |           |
| 1936 | -      | Maino            | Pro  | Maino      |           |

## Palmarès

### Grandi Giri
- Giro d'Italia

Partecipazioni: 12 (1913, 1914, 1922, 1923, 1929, 1930, 1931, 1932, 1933, 1934, 1935, 1936)
Vittorie di tappa: 48
1913: 2 (Carlo Oriani, Lauro Bordin)
1914: 2 (Costante Girardengo, Luigi Lucotti)
1923: 8 (8 Costante Girardengo)
1930: 3 (Raffaele Di Paco, 2 Learco Guerra)
1931: 5 (4 Learco Guerra, Luigi Giacobbe)
1932: 6 (6 Learco Guerra)
1933: 3 (3 Learco Guerra)
1934: 10 (10 Learco Guerra)
1935: 8 (2 Bergamaschi, Piemontesi, 5 Guerra)
1936: 1 (Aldo Bini)
Vittorie finali: 4
1913 (Carlo Oriani)
1923 (Costante Girardengo)
1934 (Learco Guerra)
1935 (Vasco Bergamaschi)
Altre classifiche: 1
1913: Squadre
- Tour de France

Partecipazioni: 0
- Vuelta a España

Partecipazioni: 0

### Classiche monumento
- Milano-Sanremo: 3

1923, 1928 (Costante Girardengo)
1933 (Learco Guerra)
- Giro di Lombardia: 4

1916 (Leopoldo Torricelli)
1929 (Pietro Fossati)
1932 (Antonio Negrini)
1934 (Learco Guerra)